# Обіцянка Лесото
«Обіця́нка Лесо́то» (англ. Lesotho Promise) — прозорий безбарвний алмаз ювелірної якості, знайдений 22 серпня 2006 року на копальні Летсенг (англ. Letseng), розташованій в північній частині Королівства Лесото. Маса знайденого алмазу складала 603 каратів (121 г). На момент виявлення це був найбільший алмаз, знайдений в XXI столітті, і п'ятнадцятий за величиною за всю історію здобичі алмазів у світі.
Копальня, де був виявлений алмаз, була спільною власністю британської компанії Gem Diamonds і уряду Лесото.
Gem Diamonds продала знахідку на аукціоні, що відбувся 9 жовтня 2006 року в Антверпені, Бельгія, за 12,4 мільйона доларів США. Покупцем став південно-африканський підрозділ компанії  Graff Diamonds  — South African Diamond Corporation (SAFDICO).
Алмаз був розколотий на 26 частин різного розміру, підданих потім ограновуванню. Маса найбільшого з отриманих діамантів склала 75 каратів (15,0 г), а найменшого — 0,55 карат (110 мг). Сумарна маса отриманих діамантів дорівнює 224 каратам (44,8 г).
Усі 26 діамантів потім було об'єднано в одно намисто, в дизайні якого використано біле золото. Публіці намисто уперше представили у серпні 2008 року в Імператорському залі Готелю де Парі в Монте-Карло. Graff Diamonds оцінила його вартість більше, ніж у 60 мільйонів доларів.

## Ресурси Інтернету
- The Lesotho Promise [Архівовано 29 листопада 2016 у Wayback Machine.] на сайті компанії Graff Diamonds(англ.)
- - Promise Lesotho Promise[недоступне посилання з липня 2019] на сайті South African Diamond Corporation (SAFDICO).

## Пояснення
1. ↑   Цей стан змінився після того, як в 2015 році в Ботсвані було знайдено алмаз «Наше світло» масою 1111 каратів і алмаз масою 813 каратів[1][2].